# Payré
Pour les articles homonymes, voir Payre (homonymie).
Payré est une ancienne commune du Centre-Ouest de la France, située dans le département de la Vienne en région Nouvelle-Aquitaine.  Depuis le 1er janvier 2019, elle est commune déléguée de Valence-en-Poitou, aux côtés de Ceaux-en-Couhé, Châtillon, Couhé et Vaux. Elle est divisée en deux bourg : le bourg de Payré et les minières de Payré.

## Géographie

### Climat
Le  climat est océanique avec des étés tempérés.

## Toponymie
Le nom de Payré dériverait du nom gallo-romain Petrus. En 1230, il devient Payrec puis en 1489 Payré.

## Histoire
La présence humaine sur le territoire au Néolithique est attestée par la découverte en 1862 de la tombe de Brioux qui abritait quatre squelettes, des silex taillés, des pointes d'os, des éléments de parure en pierre comme des petits anneaux. Cette implantation s'est poursuivie pendant les périodes gauloise puis romaine. En effet, la voie gallo-romaine Poitiers - Saintes passait par Payré. C'est sur le tracé de cette ancienne voie que se situe la portion de la N10 qui traverse les minières de Payré.
En 946 est construite la première église du bourg. Elle est reconstruite au cours du XIIIème siècle puis entre 1889 et 1892. Plusieurs moulins ont été construits : celui de Guron cité en 1455, celui de Preuillé construit au 15ème siècle, le moulin de Breuil, le moulin de Payré, le moulin de Neuil qui a été démantelé et le moulin de pied de lance qui a disparu. 
Le château de Guron, dont la construction remonte au début du XIIIème siècle, fut incendié en 1569 dans le contexte des guerres de Religion et en 1790 durant la Révolution. La chapelle de Guron est citée en 1687 et fut reconstruite au XXème siècle. Le cahier de doléances rédigé par Payré sous la tutelle de François Boudault a été perdu.
Au XVIème siècle est construit le château de Montmorillon. 
En 1930, un arbre de la liberté est planté, mais il a disparu depuis. En 1945 pour fêter la Libération et le retour de la République, un autre arbre de la liberté est planté dans la cour de l’école. Ce sapin était toujours vivant en 1988. 
Le 1er janvier 2019, elle devient une commune déléguée de Valence-en-Poitou aux côtés de Ceaux-en-Couhé, Châtillon, Couhé et Vaux. La création de la commune de Valence est actée par un arrêté préfectoral du 22 novembre 2018.

## Politique et administration

### Liste des maires

#### Maires[4]
| Période                                  | Période      | Identité            | Étiquette | Qualité |
| ---------------------------------------- | ------------ | ------------------- | --------- | ------- |
| 1792                                     | 1809         | François Boudault   |           |         |
| Les données manquantes sont à compléter. |              |                     |           |         |
|                                          | juin 1995    | Jean-Louis Beneteau |           |         |
| juin 1995                                | mars 2001    | Bernard Gaborit     |           |         |
| mars 2001                                | mars 2014    | Jean-Paul Clément   |           |         |
| mars 2014                                | janvier 2019 | Philippe Bellin     |           |         |

#### Maires délégués
| Période      | Période   | Identité        | Étiquette | Qualité |
| ------------ | --------- | --------------- | --------- | ------- |
| janvier 2019 | mars 2020 | Philippe Bellin |           |         |
| mars 2020    | En cours  | Jules Girardeau |           |         |

### Instances judiciaires et administratives
La commune relève du tribunal d'instance de Poitiers, du tribunal de grande instance de Poitiers, de la cour d'appel  de Poitiers, du tribunal pour enfants de Poitiers, du conseil de prud'hommes de Poitiers, du tribunal de commerce de Poitiers, du tribunal administratif de Poitiers et de la cour administrative d'appel  de  Bordeaux,  du tribunal des pensions de Poitiers, du tribunal des affaires de la Sécurité sociale de la Vienne, de la cour d’assises de la Vienne.

### Services publics
Les réformes successives de La Poste ont conduit à la fermeture de nombreux bureaux de poste ou à leur transformation en simple relais. Toutefois, la commune a pu maintenir le sien.

## Démographie
L'évolution du nombre d'habitants est connue à travers les recensements de la population effectués dans la commune depuis 1793. Pour les communes de moins de 10 000 habitants, une enquête de recensement portant sur toute la population est réalisée tous les cinq ans, les populations de référence des années intermédiaires étant quant à elles estimées par interpolation ou extrapolation. Pour la commune, le premier recensement exhaustif entrant dans le cadre du nouveau dispositif a été réalisé en 2007.

En 2016, la commune comptait 1 027 habitants, en évolution de +1,88 % par rapport à 2010 (Vienne : +0,6 %, France hors Mayotte : +2,11 %).
| 1793  | 1800 | 1806 | 1821  | 1831  | 1836  | 1841  | 1846  | 1851  |
| ----- | ---- | ---- | ----- | ----- | ----- | ----- | ----- | ----- |
| 1 013 | 968  | 987  | 1 123 | 1 173 | 1 359 | 1 413 | 1 525 | 1 598 |

| 1856  | 1861  | 1866  | 1872  | 1876  | 1881  | 1886  | 1891  | 1896  |
| ----- | ----- | ----- | ----- | ----- | ----- | ----- | ----- | ----- |
| 1 584 | 1 531 | 1 513 | 1 489 | 1 536 | 1 583 | 1 575 | 1 532 | 1 530 |

| 1901  | 1906  | 1911  | 1921  | 1926  | 1931  | 1936  | 1946  | 1954  |
| ----- | ----- | ----- | ----- | ----- | ----- | ----- | ----- | ----- |
| 1 504 | 1 509 | 1 508 | 1 365 | 1 347 | 1 310 | 1 315 | 1 328 | 1 233 |

| 1962  | 1968  | 1975 | 1982 | 1990 | 1999 | 2006 | 2007 | 2012  |
| ----- | ----- | ---- | ---- | ---- | ---- | ---- | ---- | ----- |
| 1 162 | 1 065 | 874  | 826  | 829  | 870  | 960  | 973  | 1 010 |

| 2016  | - | - | - | - | - | - | - | - |
| ----- | - | - | - | - | - | - | - | - |
| 1 027 | - | - | - | - | - | - | - | - |

En 2008, selon l’Insee, la densité de population de la commune était de 37 hab./km2 contre 61 hab./km2 pour le département, 68 hab./km2 pour la région Poitou-Charentes et 115 hab./km2 pour la France.

## Économie

### Agriculture
Selon la direction régionale de l'Alimentation, de l'Agriculture et de la Forêt de Poitou-Charentes, il n'y a plus que 19 exploitations agricoles en 2010 contre 24 en 2000. 
Les surfaces agricoles utilisées ont toutefois augmenté de 3 % et sont passées de 21 911 hectares en 2000 à 2 258 hectares en 2010 dont 436 hectares sont irrigables. Ces chiffres indiquent une concentration des terres sur un nombre plus faible d’exploitations. Cette tendance est conforme à l’évolution  constatée sur tout le département de la Vienne puisque de 2000 à 2007, chaque exploitation a gagné en moyenne20 hectares.
36 % des surfaces agricoles sont destinées à la culture des céréales (blé tendre essentiellement mais aussi orges et maïs), 21 % pour les oléagineux (colza et tournesol), 28 % pour le fourrage et 9 % restent en herbes.
13 exploitations en 2010 (contre 14 en 2000) abritent un élevage de bovins (2 162 têtes en 2010 contre 1 663 têtes en 2000). C’est un des troupeaux de bovins les plus importants du département de la Vienne qui rassemblent 48 000 têtes en 2011.
L'élevage de volailles est surtout destiné à une autocosommation : 68 têtes en 2000 répartis sur six fermes contre 71 têtes en 2010 répartis sur quatre fermes.
L'élevage de caprins a disparu au cours de cette décennie, tandis qu'un élevage d'ovins se développait (33 têtes reparties entre trois fermes). La disparition de l'élevage des chèvres est révélatrice de l’évolution qu’a connu, en région Poitou-Charentes, cet élevage au cours des deux  dernières décennies: division par trois du nombre d’exploitations, augmentation des effectifs moyens par élevage (38 chèvres en 1988, 115 en 2000), division par 10 des chèvreries de  10 à 50 chèvres qui représentaient 50 % des troupeaux en 1988, et multiplication par 6 des élevages de plus de 200 chèvres qui regroupent, en 2000, 45 % du cheptel. Cette évolution a principalement pour origine la crise de surproduction laitière de 1990-1991 qui, en parallèle des mesures incitatives, a favorisé des départs d’éleveurs en préretraite.

### Commerces
La commune de Payré possède plusieurs commerces de proximité, notamment une boucherie, une boulangerie, une station service ainsi que plusieurs petits artisans dont un routier.

### Tourisme
La commune a une base de loisirs de 22 hectares qui propose comme animation : canots de promenades électriques, VTT, mini-motos et quads, mini karts électriques, funny roll, jeux de plein air pour les enfants, pêche, guinguette, swin golf à 9 trous.

## Culture locale et patrimoine

### Lieux et monuments

#### Le patrimoine religieux
- L'église des Minières date de 1866 et est dédiée à sainte Germaine.
- L'église du bourg du XIXe siècle remplace l'ancienne église. L'église primitive datait de 946. Elle a été reconstruite au XIIIe siècle dans un style gothique. Elle est dédiée à saint Hilaire.

#### Le patrimoine naturel
À quelques kilomètres au sud de Lusignan, la forêt de Saint-Sauvant est une vaste chênaie de 800 hectares. Elle fait partie d’un espace de 2 000 hectares classé comme zone naturelle d’intérêt écologique, faunistique et floristique (ZNIEFF). Elle occupe un vaste plateau dont l'altitude moyenne est de 140 mètres. Ce plateau appartient à une entité géologique originale qui s'étend sur une vaste zone à cheval sur le sud-est du département des Deux-Sèvres, le nord du département de la Charente et le sud-ouest du département de la Vienne. Ce sont  les «terres rouges à châtaigniers ». Sur ce type de sol et dans le contexte climatique local caractérisé par une pluviométrie assez forte (jusqu’à 900 mm/an) pour la région, la forêt est surtout caractérisée par la présence d'une chênaie où le chêne sessile est dominant. Il est généralement accompagné du chêne pédonculé et du hêtre. Le châtaignier autrefois introduit par l'homme est de nos jours totalement naturalisé. Avec quelques plantations de conifères, ils apportent un peu de diversité à la forêt de Saint-Sauvant.
La forêt abrite une riche avifaune dominée  par les rapaces comme c'est souvent dans les forêts de surface importante. Il est ainsi possible d'observer :
- l'Autour des palombes ;
- le Bouvreuil pivoine ;
- le Busard Saint-Martin qui est un élégant rapace gris pâle des landes et des forêts ouvertes ;
- l'Engoulevent d'Europe ;
- le Faucon hobereau ;
- le Gros-bec casse-noyaux : c'est un passereau dont le bec énorme peut broyer les faînes de charmes ou de hêtres qui constituent l'essentiel de son régime alimentaire ;
- le Pic mar : c'est une espèce aux exigences écologiques strictes puisqu'elle n'occupe que les vieilles chênaies de plus 100 ans, riches en arbres sénescents ou morts. Elle est en fort déclin en France et dans toute l'Europe de l'Ouest, où elle souffre de l'extension des enrésinements au détriment des feuillus et, surtout, de la disparition des vieilles futaies ;
- Le Pouillot siffleur.

La flore présente un intérêt moindre que l’avifaune. Toutefois, il est possible de découvrir certaines espèces rares telles que :
- le Blechnum piquant ;
- le hêtre d'Europe : c'est une essence plutôt montagnarde rare dans les plaines du seuil du Poitou ;
- la Scille printanière : c'est une petite liliacée des régions atlantiques, proche ici de sa limite orientale de distribution dans la région.

La forêt est gérée par l'Office national des forêts.
La forêt est exploitée pour la production de bois d'œuvre.
Plusieurs sentiers pédestres balisés ont été aménagés : un parcours du souvenir (guerre de 1939-1945), et des circuits équestre et VTT. La forêt est, aussi, traversée par le GR 364 qui rejoint les bois du Grand Parc de Lusignan à ceux de Rom dans le département des Deux-Sèvres. Un sentier de découverte permet d'agrémenter la balade familiale dans la nouvelle aire d'accueil de la partie sud de la forêt. Dans la partie nord, le sentier des mares permet de découvrir une faune et une flore très caractéristiques des milieux humides.

### Personnalités liées à la commune
- Marcel Renault.

### Articles de Wikipédia
- Liste des communes de la Vienne
- Anciennes communes de la Vienne

## Sources